# Kamienna Góra (gmina)

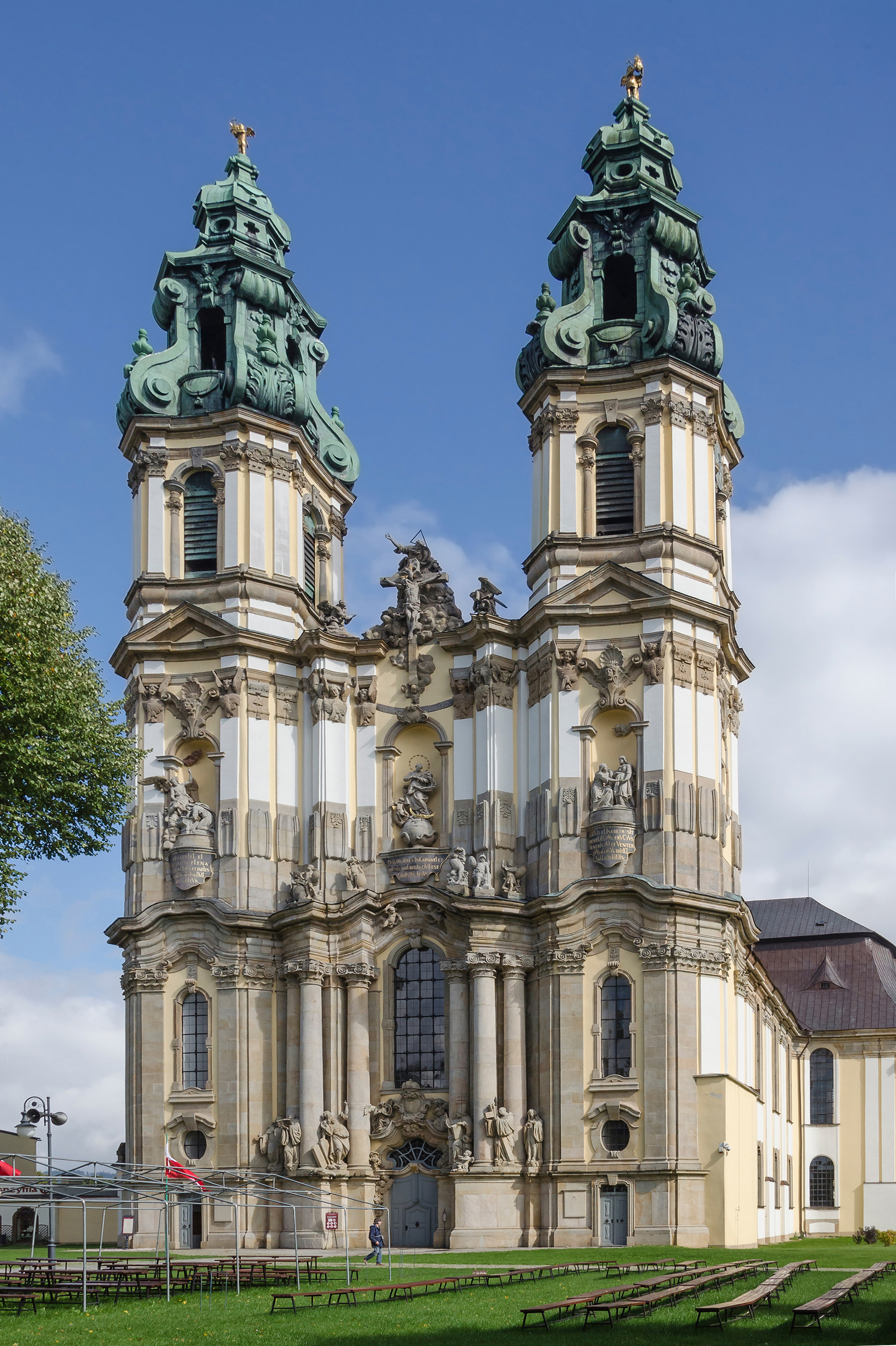
La basilique de l'assomption à Krzeszów, dans la gmina de Kamienna Góra. Septembre 2014.

Kamienna Góra est une gmina rurale du powiat de Kamienna Góra, en Basse-Silésie, dans le sud-ouest de la Pologne. Son siège est la ville de Kamienna Góra, bien qu'elle ne fasse pas partie du territoire de la gmina.
La gmina couvre une superficie de 158,1 km2 pour une population de 8 698 habitants.

## Géographie
La gmina est bordée par les villes de Kłodzko et Polanica-Zdrój, et les gminy de Bardo, Bystrzyca Kłodzka, Lądek-Zdrój, Nowa Ruda, Radków, Stoszowice, Szczytna et Złoty Stok.
La gmina contient les villages de Czadrów, Czarnów, Dębrznik, Dobromyśl, Gorzeszów, Janiszów, Jawiszów, Kochanów, Krzeszów, Krzeszówek, Leszczyniec, Lipienica, Nowa Białka, Ogorzelec, Olszyny, Pisarzowice, Przedwojów, Ptaszków, Raszów, Rędziny et Szarocin.